# Jonnie Slottheden
Jonnie Thorleif Slottheden, ursprungligen Silvandersson, född 8 juni 1946 i Helsingborg, är en svensk kristen musiker och låtskrivare. 
Jonnie Slottheden har gjort en rad lovsånger; några av de mer kända är Med evig kärlek, Min dikt gäller en konung, Vem är som du? och Den starkhet jag har. Hans låtar har sjungits in av artister som Roland Utbult och Lasse Nylén. Carola Häggkvist och Per Erik Hallin gav på albumet Live i Rättviks kyrka ut Slotthedens Min dikt gäller en Konung.
Han är son till entreprenören Åke Silvandersson i äktenskap med Elsa Johansson (omgift Karlsson).

## Låtar i urval
Enligt Ung Psalm, Svensk Mediedatabas och Libris
- Blicken
- Den starkhet jag har (nr 281 i Ung Psalm)
- Du lyfter dina ögon upp mot bergen
- Du är skön alltigenom (Höga visan)
- Grateful (sång Emilia Dodd) (2010)
- Halleluja Du bor i mej
- Herre Gud allsmäktig
- Herre välsigna oss (nr 304 i Ung Psalm)
- Jesus jag älskar Dig (Endast du är värdig)
- Jesus jag älskar Dig (lyfter mina händer)
- Med evig kärlek
- Min dikt gäller en konung
- Mitt hjärta är frimodigt Gud
- Nu är vi ett i Jesus
- Stora och mäktiga är dina gärningar
- Så enkel är min tro, i samarbete med Å. Klammen
- Så som hjorten
- Vem är som du? (nr 87 i Ung Psalm)

## Diskografi i urval
- 1979 - Såsom hjorten
- 1980 - Han visade mej en ström
- 1984 – Sigjono't[6]
- 1986 - Kom loss (tillsammans med Jerusalem)
- 1987 - Just för denna tid
- 1989 - Nära Dej(tillsammans med Björn Aslaksen)
- 1991 - Sverige/Norge tillsammans med walk the talk
- 2004 - Sound of silent